# Garudinodes affinis
Garudinodes affinis là một loài bướm đêm thuộc phân họ Arctiinae, họ Erebidae.